# Чабунин, Анатолий Михайлович
Анатолий Михайлович Чабунин (род. 28 февраля 1960, посёлок Чаны, Новосибирская область) — российский государственный деятель, руководитель Федерального дорожного агентства (2009—2012), заместитель генерального директора – директор по внутреннему контролю и аудиту ОАО «Российские железные дороги» (с 2015).

## Биография
По окончании школы работал слесарем на заводе Электросигнал. В 1990 году окончил Новосибирский институт народного хозяйства по специальности «финансы и кредит». В 1982—2001 годы работал в финансовых организациях.
С 2001 по 2004 год — начальник бюджетно-финансового управления Министерства энергетики Российской Федерации, начальник финансово-экономического управления Федерального агентства по энергетике.
С 2004 года — в Федеральном дорожном агентстве: начальник финансового управления, с 2005 года — заместитель руководителя агентства, с 17 марта 2009 года — руководитель агентства. Председатель Межправительственного совета дорожников (2010—2012); член наблюдательного совета государственной компании «Российские автомобильные дороги» («Автодор»).
За время его руководства федеральным агентством был разработан план выделения средств на приведение всех федеральных дорог в нормативное состояние, а также завершено строительство ряда значимых инфраструктурных объектов, в том числе автомобильная дорога Чита — Хабаровск. В то же время этот период отметился рядом претензий, предъявленных к агентству Генеральной прокуратурой, включая транспортный коллапс летом 2010 года на Ленинградском шоссе в Москве.
15 ноября 2012 года освобождён от должности руководителя Федерального дорожного агентства в связи с переходом на другую работу.
С 16 мая 2013 года по 27 сентября 2015 года — заместитель руководителя Федеральной службы финансово-бюджетного надзора.
28 сентября 2015 года назначен директором ОАО «Российские железные дороги» по внутреннему контролю и аудиту.

### Семья
Женат, имеет двух детей.